# Sesgo de correspondencia
El sesgo de correspondencia, conocido también como el error fundamental de atribución o efecto de sobreatribución y frecuentemente confundido con el sesgo actor-observador, según la teoría de la atribución es la tendencia o disposición de la gente a sobrevalorar los motivos personales internos a la hora de explicar un comportamiento observado en otras personas, infravalorando por el contrario motivos externos como el rol o las circunstancias, para este mismo comportamiento. En otras palabras, la gente tiende a explicar comportamientos basándose más en qué "tipo" de persona los ejecuta que en los factores sociales y ambientales que rodean e influyen a dicha persona. Esta presunción por defecto hace que la gente haga explicaciones erróneas del comportamiento. Este sesgo cognitivo, por el que se propende a enfatizar los aspectos internos frente a los externos cuando se explican las acciones de los demás, suele estar bastante mitigado en las personas que han sido entrenadas para analizar y evaluar su propio comportamiento.
La denominación de error fundamental de atribución para este sesgo fue acuñada por Lee Ross algunos años después del clásico experimento realizado por Edward E. Jones y Victor Harris. Ross argumentó en un periódico que el error fundamental de atribución forma parte del pilar más sólido de la psicología social. Desde la década de 1980, algunos psicólogos como Daniel Gilbert empezaron a usar el término de sesgo de correspondencia para este error fundamental de atribución y fue a partir de entonces cuando apareció como sinónimo. Jones escribió que encontró el término de Ross "demasiado provocativo y algo desorientador" e hizo el chiste: "Además, me irrita que no se me ocurriera a mí primero".[cita requerida]

## Ejemplos
La gente suele mentir sobre las pequeñas cosas y posteriormente hace justificaciones sobre ello. Las razones que nos obligan a hacerlo suelen ser diversas: evitamos hacernos demasiado daño, procuramos que una situación no sea tan complicada, o le quitamos importancia. De la misma forma, algunas personas son críticas con otras alegando que no son completamente honestas, argumentando que no hay excusa para este comportamiento. Este es un ejemplo de error de atribución mediante una inconsistencia basada en la perspectiva.
Otro ejemplo se observa en el cuento de Paul Watzlawick, donde un señor necesita pedirle a su vecino un martillo. Pero antes de proceder, se detiene a hipotetizar bajo qué condiciones su vecino le prestaría dicha herramienta, y tras largas cavilaciones sobre lo que podría llegar a ocurrir termina concluyendo que todo acabará en una pelea. Finalmente, acaba yendo a su casa, reprochándole que ya no necesita su martillo y que puede tirarlo por un inodoro.